# Hasseler Tunnel
| |                      |                                         |                                         |
| Streckennummer: | 3450                 |                                         |                                         |
| Kursbuchstrecke (DB): | 674, ex 680          |                                         |                                         |
| Spurweite: | 1435 mm (Normalspur) |                                         |                                         |
| |                      |                                         |                                         |
| \| \| \| Schwarzbachtalbahn von Pirmasens Nord \| \| \| \| 110,9 \| Würzbach \| Würzbach \| \| \| \| Streckenverlauf seit 1895 \| \| \| \| 113,8 \| Hassel (Saar) \| Hassel (Saar) \| \| \| \| Bundesautobahn 6 \| \| \| \| \| Pfälzische Ludwigsbahn von Homburg \| \| \| \| 116,1 16,0 \| Rohrbach (Saar) \| Rohrbach (Saar) \| \| \| \| Hasseler Tunnel \| (507 m) \| \| \| \| Bundesautobahn 6 \| \| \| \| \| \| \| \| \| 12,5 \| St. Ingbert \| St. Ingbert \| \| \| \| Pfälzische Ludwigsbahn nach Saarbrücken \| \| |                      |                                         |                                         |
| Strecke |                      | Schwarzbachtalbahn von Pirmasens Nord   | Schwarzbachtalbahn von Pirmasens Nord   |
| Bahnhof | 110,9                | Würzbach                                | Würzbach                                |
| Verschwenkung von links · Verschwenkung von rechts (Strecke außer Betrieb) |                      | Streckenverlauf seit 1895               | Streckenverlauf seit 1895               |
| Haltepunkt / Haltestelle · Haltepunkt / Haltestelle (Strecke außer Betrieb) | 113,8                | Hassel (Saar)                           | Hassel (Saar)                           |
| Strecke mit Straßenbrücke · Strecke (außer Betrieb) |                      | Bundesautobahn 6                        | Bundesautobahn 6                        |
| Abzweig geradeaus und von rechts · Strecke (außer Betrieb) |                      | Pfälzische Ludwigsbahn von Homburg      | Pfälzische Ludwigsbahn von Homburg      |
| Bahnhof · Strecke (außer Betrieb) | 116,1 16,0           | Rohrbach (Saar)                         | Rohrbach (Saar)                         |
| Strecke · Tunnel (Strecke außer Betrieb) |                      | Hasseler Tunnel                         | (507 m)                                 |
| Strecke · Strecke mit Straßenbrücke (Strecke außer Betrieb) |                      | Bundesautobahn 6                        | Bundesautobahn 6                        |
| Verschwenkung nach links · Verschwenkung nach rechts (Strecke außer Betrieb) |                      |                                         |                                         |
| Bahnhof | 12,5                 | St. Ingbert                             | St. Ingbert                             |
| Strecke |                      | Pfälzische Ludwigsbahn nach Saarbrücken | Pfälzische Ludwigsbahn nach Saarbrücken |

Der Hasseler Tunnel oder auch Rothenkopf-Tunnel war ein 507 Meter langes Bauwerk der Würzbachbahn Schwarzenacker–St. Ingbert zwischen Hassel und St. Ingbert. Zur Zeit seiner Erbauung (1865 bis 1867) führte die Strecke über Bierbach, Lautzkirchen, (Nieder-)Würzbach und Hassel nach St. Ingbert. Die Station St. Ingbert war damals die westliche Grenzstation Bayerns (Westpfalz) und die erste, die von Saarbrücken her auf das Gebiet des heutigen Saarpfalz-Kreises führte.

## Bedeutung
Das Bauwerk selbst wurde in üblicher Bergwerkstechnik mit Sprengung und Vortrieb erstellt. Der Konstruktion war allerdings keine lange Dauer beschieden: Offensichtlich war die Deckschicht zu dünn, denn ab 1892 verursachte der Tunnel erhebliche Probleme durch eindringendes Wasser. Der im Grund vorhandene Sandstein war zu weich und der von beiden Seiten erzeugte Druck – insbesondere auf Hasseler Seite – unter dem Einfluss des Wassers zu groß. In den Tunnel wurde von Hasseler Seite ein 150 Meter langes Stahlkorsett eingezogen, das die Röhre verengte. Vor beiden Tunnelportalen wurden Holzschablonen aufgebaut (die dem neuen Querschnitt des Tunnels entsprachen) und sogenannte Schablonenwächter eingesetzt, die darauf zu achten hatten, dass keine Waggons mitgeführt wurden, die hervorstehende Teile wie Trittbretter oder ähnliches aufweisen. So konnten beispielsweise keine Bierwagen mitgeführt werden, da diese hervorstehende Leinenösen hatten. Die Breite betrug durch diese Sicherungsmaßnahmen nur 3,08 Meter, die lichte Höhe 4,44 Meter.

## Verlauf
Der Verlauf der Zuführung verläuft heute hinter dem Gelände des Baumarktes im Schiffelland, unterquert die heutige Südstraße und Autobahn genau mitten unter dem Bergsattel zwischen Kahlenberg und Rothenkopf parallel zur Landstraße 111 zwischen Hassel und St. Ingbert. Die Trassenführung ist auf Hasseler Seite besser zu sehen: Auf einer Rinderweide lässt sich der ehemalige Bahndamm an einer geraden Reihe von Weißdornhecken erkennen. Er ragt etwa 50 cm aus dem Wiesengelände hervor. Ein leichter Rechtsschwenk nach Süden hin lässt die Trasse südlich an Hassel vorbeiführen und kreuzt am heutigen südlichen Ortsende nach Oberwürzbach hin die L 111, um etwa 500 Meter später auf den heutigen Trassenverlauf zu stoßen.

## Stilllegung

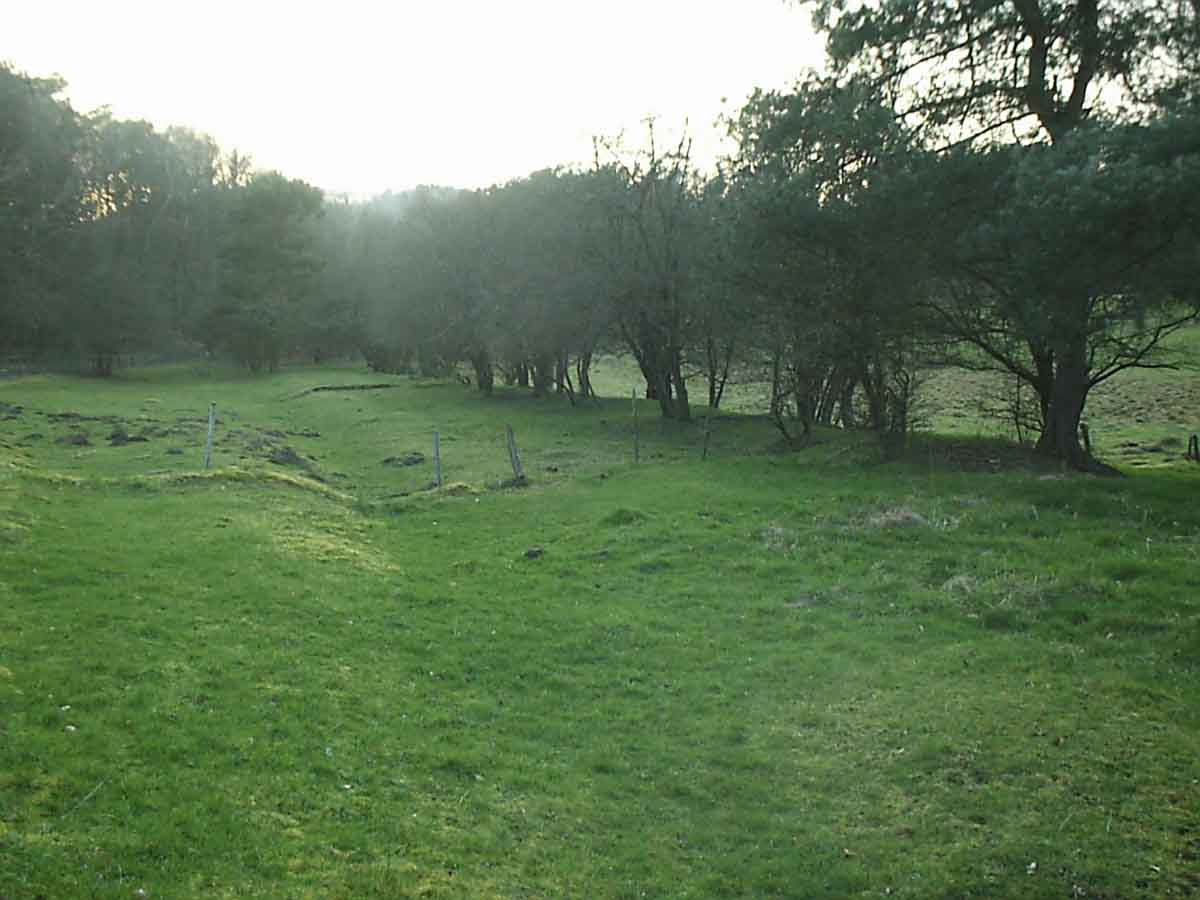
Die Trasse zwischen Hassel (Saar) und Hasseler Tunnel in Richtung St. Ingbert ist durch die Weißdornhecken auf dem ehemaligen Bahndamm noch zu erkennen.

Insbesondere das Militär legte großen Wert auf eine einsatzfähige Bahnstrecke, um das Aufmarschgebiet Lothringen schnell bedienen zu können. Diese Sicherheit war nicht mehr gewährleistet: Das Tunnelprofil war zu klein und der Tunnel konnte nur in sehr langsamer Geschwindigkeit durchfahren werden, um jederzeit anhalten zu können. In einem zeitgenössischen Zeitungsbericht hieß es:

„beim Anschauen der darin angebrachten Verzimmerungen und Stützen [überkommt einem ein] Gefühl der Scheu und Bangigkeit.“

Drei Optionen standen 1892 zur Diskussion: Erstens eine völlige Gewölbeausmauerung unter Inkaufnahme einer einjährigen Schließung, zweitens ein völlig neuer Tunnel, in Frage kam dieser in etwa 40 Meter Horizontalabstand und drittens eine ganz neue Trasse. Die Auskleidung mit hartem Gestein aus der Nähe von Albersweiler wurde mit 574.000 Mark, die neue Umgehungsstrecke mit 1,174 Mio. Mark veranschlagt.
In der Begründung für die neue Trassenführung über Rohrbach hieß es:

„Bei der Wahl zwischen den zwei in Rede stehenden Projekten [von einem Tunnelneubau war schon bald keine Rede mehr] dürfte […] die wirtschaftliche Bedeutung der neuen Linie für die Gemeinde Rohrbach mit 1504 Einwohnern zu berücksichtigen sein. Die daselbst zu errichtende Haltestelle wird nicht bloß für die rührige Bevölkerung dieser bayrischen Gemeinde selbst von Bedeutung sein, sondern auch für die Bergarbeiterbevölkerung der nahegelegenen preußischen Orte Spiesen und Elversberg die bestgelegenen Bahngelegenheiten bieten.“

## Neue Trassenführung
Welche Bedeutung diese Bahnstrecke hatte, lässt sich auch daran erkennen, dass die neue Trassenführung von Preußen mitfinanziert wurde und der Neubau mit einem Staatsvertrag zwischen Preußen und Bayern geregelt wurde. Die Region westlich des Pfälzer Waldes war von bisher nur zwei Strecken erschlossen. Zum einen von der Pfälzischen Ludwigsbahn über Kaiserslautern, zum anderen über die Nahetalbahn über Bad Kreuznach und Türkismühle. Der Ausfall einer dieser beiden Strecken hätte insbesondere für das Militär unkalkulierbare Folgen gehabt und war nicht hinnehmbar. Deshalb war auch eine Schließung des Tunnels für ein Jahr indiskutabel.
Von der Pflichtmeldung in dem Mitteilungsblatt der „Geschäftsführenden Verwaltung des Vereins deutscher Eisenbahnverwaltungen“ im Mai 1892 alarmiert, in dem es hieß: „zwischen den Stationen Hassel und St. Ingbert … gelegenen Tunnel nicht mehr wie bis dahin, nach dem Ladeprofil D, sondern nur nach dem Ladeprofil B beladene Wagen befördert werden können.“

Die Anfrage aus Berlin lautete: 

„Da in der Bekanntmachung nicht ersichtlich ist, daß diese Profilbeschränkung nur vorübergehend eintritt, so würde das Reichs-Eisenbahn-Amt im Interesse der Landesverteidigung wegen ungehinderter Beförderung von Militärzügen dem Königlichen Staatsministerium für eine sehr gefällige Mitteilung darüber zu besonderem Danke verpflichtet sein, ob eine baldige Wiederherstellung des früheren Profils zu erwarten steht. nach den vorläufigen angestellten Ermittlungen ist auf den deutschen Eisenbahnen eine beträchtliche Anzahl von Wagen vorhanden, deren Angrenzung das Lademaß B überschreitet und welche danach im Falle einer Mobilmachung zu Transporten auf der betreffenden Strecke nicht verwendet werden können“

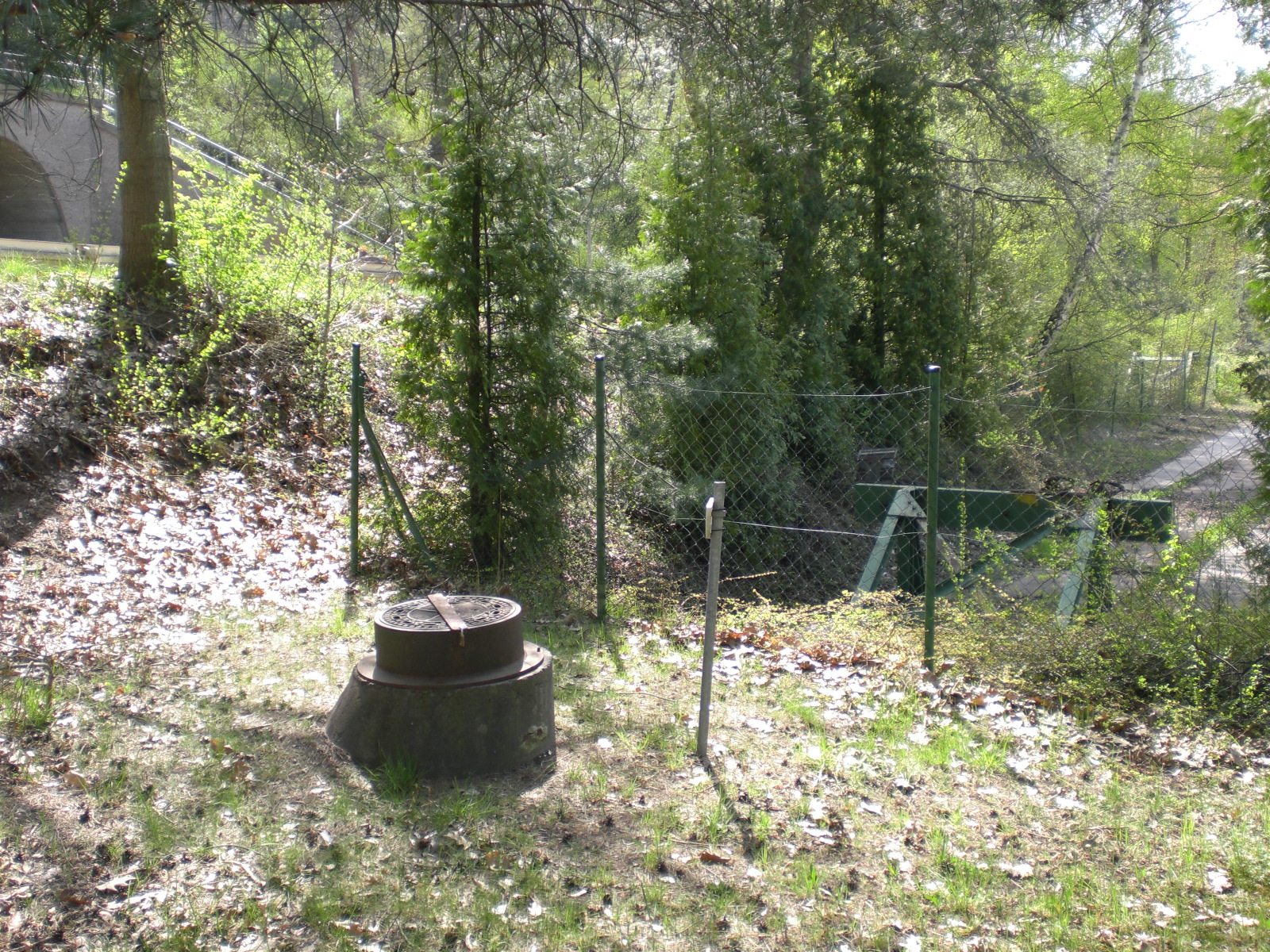
Dieser Einstieg ist der heutzutage letzte Zugang zum Tunnel. Links ist der Autobahndurchlass eines Waldweges unter der Bundesautobahn 6 an der Ecke Südstraße / Im Schiffelland zu sehen, rechts der Prellbock des Industriegleises. Die Tunneltrasse verläuft quer dazu parallel zum Zaun.

Nach zähen Verhandlungen zwischen dem Reichs-Eisenbahn-Amt und der Königlichen Regierung der Pfalz, Kammer des Innern in Speyer, die einen Besuch am Tunnel sowie mehrere Termine in Berlin beinhalteten, einigte man sich am 3. Juni 1893 per Staatsvertrag über den Neubau. Darin wird Speyer verpflichtet, bis Ende März 1895 den Bau fertigzustellen, Berlin, sich mit 160.000 Mark am Bau zu beteiligen, wobei je hälftig zu Beginn und nach Abschluss zu zahlen sei.
Aufgrund verschiedener widriger Umstände wie eine extrem lange Frostperiode im Frühjahr 1895, die Erdarbeiten verhinderte, wurde die etwa zweieinhalb Kilometer längere Umgehungsstrecke über Rohrbach erst Ende September 1895, also ein halbes Jahr später, als vereinbart, eingeweiht und der Hasseler Tunnel für den Verkehr nicht mehr benutzt. In diesem Zuge erhielt Hassel ein neues Bahnhofsgebäude am Ostrand des Ortes. Im Zweiten Weltkrieg wurde der Tunnel als Schutz gegen Luftangriffe genutzt, auch wurde auf St. Ingberter Seite ein Eisenbahngeschütz aufgestellt.
Von der ehemaligen Bahnstrecke samt Tunnel sind außer der Trasse keine Hochbauwerke mehr zu sehen. Auf Hasseler Seite wurde mit zwei Tunnelbrüchen in den 1930er Jahren viel Sand ausgeschwemmt, der sich vor dem Tunnelportal ablagerte und die tief eingeschnittene Bahntrasse zu einem langgezogenen See werden ließ. Das Portal auf St. Ingberter Seite wurde mit dem Bau der Autobahn zugeschüttet. Lediglich ein Entwässerungsschacht mit Revisionsmöglichkeit wurde gebaut. Zuvor, in der Zeit des Kalten Krieges, war der ehemalige Eisenbahntunnel aufwändig zur Nutzung als Luftschutzraum vorbereitet worden. Eine entsprechende Widmung ist jedoch nie erfolgt, weil die tektonischen Gegebenheiten als zu unsicher eingeschätzt wurden. Auf dem Industriegelände nahe der Autobahnabfahrt St.-Ingbert-Mitte befindet sich noch eine Einstiegsluke des Revisionsschachtes.
Auf Hasseler Seite lässt ein etwa 4 × 4 Meter großes Fundament im Wald unmittelbar an der Trasse auf ein Tunnelwärterhäuschen schließen. An der Stelle des ehemaligen Bahnhofs Hassel sind neuere Wohnhäuser gebaut und Gärten angelegt.